# القابون
حي القابون هو أحد الأحياء التاريخية في العاصمة السورية دمشق، يقع في الجزء الشمالي الشرقي من المدينة. يمتد الحي على مساحة واسعة ويتألف من مناطق سكنية وتجارية متنوعة. يتميز القابون بموقعه الاستراتيجي، حيث يقع بالقرب من الطرق الرئيسية التي تربط وسط دمشق بالمناطق الشمالية والشرقية. تأسس حي القابون في الأصل كمنطقة زراعية وكان يحتوي على بساتين ومزارع عديدة. مع مرور الوقت، تحول إلى منطقة سكنية مكتظة بالسكان، حيث انتقلت إليه العديد من العائلات من مختلف أنحاء دمشق والمناطق المحيطة.
عُرف حي القابون بطابعه التقليدي، حيث يحتوي على العديد من المباني القديمة والأسواق المحلية التي كانت تُعد جزءًا من النسيج الاجتماعي والثقافي للمدينة. كان الحي يشتهر بنشاطه التجاري والحرفي، إضافة إلى تواجد العديد من المؤسسات التعليمية والخدمية. خلال الثورة السورية، تعرض حي القابون لأضرار كبيرة بسبب الصراع المسلح، مما أدى إلى تهجير العديد من سكانه وتدمير العديد من مبانيه.

## أصل التسمية
تسمية القابون للحي تعود إلى أصل عربي قديم، حيث يُعتقد أنها مشتقة من كلمة "قبن" أو "قبون" بمعنى المكان الذي يكون فيه النبات كثيرًا والشجر قليلًا، مما يشير إلى الطبيعة الجغرافية للمنطقة التي تُعرف بأراضيها الخصبة والزراعية في القديم. كما يَعتقد بعض المؤرخون أن تاريخ القابون يعود إلى العهد الآرامي وكان يُعرف باسم «آبونا» ومعناها مكان تجمع المياه ثم حُرفت الكلمة إلى القابون وهي كلمة سيريانية تعني العامود وبمعنى آخر مكان تجمع المياه. هذا الاسم بقي مرتبطًا بالمنطقة حتى اليوم، رغم تطور الحي وتغيراته عبر العصور، حيث يُعتبر القابون جزءًا من الهوية التاريخية والجغرافية لدمشق.

## جغرافية

### الموقع الجغرافي

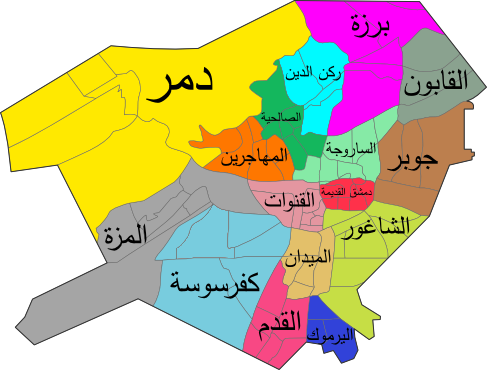
التقسيمات الإدارية في دمشق.

يقع حي القابون في الجزء الشمالي الشرقي من العاصمة السورية دمشق، ويُعتبر أحد الأحياء الحيوية والقديمة في المدينة. يحده من الجنوب حي جوبر، الذي يُعرف بتاريخه العريق والمميز، ومن الغرب حي برزة الذي يتمتع ببيئة سكنية وتجارية نشطة، ومن الشمال مدينة حرستا، التي تعد جزءاً من ريف دمشق الحيوي.
يُعتبر القابون نقطة وصل مهمة بين دمشق والمناطق الريفية المحيطة بها، مما يجعله مركزًا حيويًا للتنقل والتجارة. بفضل موقعه الاستراتيجي، يمتد الحي على شبكة من الطرق الرئيسية التي تربط دمشق بالمدن والبلدات المجاورة، ما يسهل الوصول إليه من مختلف أنحاء المدينة. هذه الطرق تشمل الطريق الدولي السريع الذي يمر بالقابون ويؤدي إلى مناطق رئيسية مثل حلب وحمص ودرعا، بالإضافة إلى شبكة من الطرق المحلية التي تسهل التنقل داخل الحي نفسه وبين الأحياء المجاورة.

### الجيولوجيا والتضاريس
تتسم تضاريس حي القابون بتنوعها بين الأراضي السهلية والمناطق المرتفعة بشكل طفيف. الأراضي في القابون غالبًا ما تكون خصبة، وهو ما ساهم تاريخيًا في جعله منطقة زراعية قبل أن يتحول إلى منطقة سكنية وتجارية. تتكون التربة في القابون بشكل رئيسي من الطمي والرمل، وهو ما يعكس تاريخ المنطقة كجزء من سهل الغوطة الغني بالمصادر الطبيعية.

### الهيدروغرافيا
يتميز حي القابون بوجود شبكة من القنوات والأنهار الصغيرة التي كانت تستخدم قديمًا لأغراض الري والزراعة. كانت المياه تأتي من نهر بردى وفروعه، مما ساعد على إمداد المنطقة بالمياه العذبة الضرورية للزراعة والاستخدام اليومي للسكان. على الرغم من تراجع أهمية هذه القنوات في العصر الحديث، إلا أن وجودها يعكس التاريخ الزراعي العريق للمنطقة.

### المناخ
يتمتع حي القابون بمناخ متوسطي مشابه لمناخ دمشق، حيث يكون الصيف حارًا وجافًا، والشتاء معتدلًا ورطبًا. تتراوح درجات الحرارة في الصيف بين 30-40 درجة مئوية، بينما تتراوح في الشتاء بين 5-15 درجة مئوية. تتساقط الأمطار بشكل رئيسي في الفترة الممتدة من نوفمبر إلى مارس، حيث تساهم في تجديد الموارد المائية للمنطقة.
| البيانات المناخية لـالقابون  | البيانات المناخية لـالقابون | البيانات المناخية لـالقابون | البيانات المناخية لـالقابون | البيانات المناخية لـالقابون | البيانات المناخية لـالقابون | البيانات المناخية لـالقابون | البيانات المناخية لـالقابون | البيانات المناخية لـالقابون | البيانات المناخية لـالقابون | البيانات المناخية لـالقابون | البيانات المناخية لـالقابون | البيانات المناخية لـالقابون | البيانات المناخية لـالقابون |
| الشهر                        | يناير                       | فبراير                      | مارس                        | أبريل                       | مايو                        | يونيو                       | يوليو                       | أغسطس                       | سبتمبر                      | أكتوبر                      | نوفمبر                      | ديسمبر                      | المعدل السنوي               |
| ---------------------------- | --------------------------- | --------------------------- | --------------------------- | --------------------------- | --------------------------- | --------------------------- | --------------------------- | --------------------------- | --------------------------- | --------------------------- | --------------------------- | --------------------------- | --------------------------- |
| متوسط درجة الحرارة الكبرى °ف | 54.7                        | 58.6                        | 66.0                        | 76.1                        | 85.5                        | 93.6                        | 97.7                        | 97.2                        | 92.1                        | 82.4                        | 68.5                        | 57.6                        | 77.5                        |
| متوسط درجة الحرارة الصغرى °ف | 32.7                        | 34.3                        | 38.7                        | 44.6                        | 50.9                        | 57.6                        | 62.4                        | 61.7                        | 55.4                        | 48.0                        | 40.8                        | 34.3                        | 46.8                        |
| الهطول إنش                   | 1.10                        | 0.89                        | 0.67                        | 0.31                        | 0.13                        | 0.02                        | 0.0                         | 0.0                         | 0.01                        | 0.28                        | 0.84                        | 1.02                        | 5.27                        |
| متوسط درجة الحرارة الكبرى °م | 12.6                        | 14.8                        | 18.9                        | 24.5                        | 29.7                        | 34.2                        | 36.5                        | 36.2                        | 33.4                        | 28.0                        | 20.3                        | 14.2                        | 25.3                        |
| متوسط درجة الحرارة الصغرى °م | 0.4                         | 1.3                         | 3.7                         | 7.0                         | 10.5                        | 14.2                        | 16.9                        | 16.5                        | 13.0                        | 8.9                         | 4.9                         | 1.3                         | 8.2                         |
| الهطول مم                    | 27.9                        | 22.7                        | 16.9                        | 7.9                         | 3.3                         | 0.4                         | 0.0                         | 0.0                         | 0.2                         | 7.1                         | 21.4                        | 25.8                        | 133.6                       |
| المصدر:                      |                             |                             |                             |                             |                             |                             |                             |                             |                             |                             |                             |                             |                             |

## التخطيط العمراني

### تصنيف
حي القابون يُصنّف كواحد من الأحياء السكنية التجارية في دمشق. تاريخيًا، كان القابون منطقة زراعية ولكن مع توسع المدينة، تحوّل إلى حي مختلط يجمع بين المباني السكنية والمرافق التجارية والخدمية. خُطط الحي لاستيعاب تزايد السكان مع الحفاظ على بعض المناطق الزراعية القديمة التي تحولت إلى حدائق ومساحات خضراء.

### توزيع الأراضي
توزيع الأراضي في القابون يعكس طبيعته المختلطة. الجزء الجنوبي والغربي من الحي يضم مناطق سكنية كثيفة تضم مباني سكنية متعددة الطوابق، بينما تحتوي الأجزاء الشمالية والشرقية على مناطق صناعية وتجارية. خُصصت مناطق محددة للمرافق العامة مثل المدارس والمساجد، بالإضافة إلى وجود بعض الحدائق والمساحات خضراء.

### التصميم الحضري
يتسم التصميم الحضري لحي القابون بالتنوع، حيث يمتزج الطابع التقليدي مع التصميمات الحديثة. تضم المنطقة شوارع ضيقة وأزقة في الأجزاء القديمة، بينما تتميز المناطق الجديدة بشوارع واسعة. يتواجد في الحي العديد من المباني السكنية ذات الطراز التقليدي إلى جانب المباني الحديثة، مما يعكس تطور الحي عبر الزمن.

### الطرق ووسائل النقل
يتمتع حي القابون بشبكة جيدة من الطرق التي تربطه بمركز دمشق وبقية الأحياء المجاورة. الشوارع الرئيسية في الحي تسهّل الحركة والتنقل، بينما توفر الشوارع الفرعية سهولة الوصول إلى المناطق السكنية والتجارية. يعتمد سكان القابون على مجموعة متنوعة من وسائل النقل، بما في ذلك الحافلات العامة والتاكسي والسيارات الخاصة. كما يمر عبر الحي بعض الخطوط الرئيسية للنقل العام، مما يعزز من سهولة الوصول إليه من مختلف أجزاء المدينة.

### السكن
يضم حي القابون مجموعة متنوعة من خيارات السكن، من الشقق السكنية الصغيرة إلى المباني متعددة الطوابق. تتراوح المباني بين القديمة التي تعود إلى أوائل القرن العشرين والحديثة التي بُنيت في العقود الأخيرة. يعكس التنوع السكني في الحي تعدد الفئات الاجتماعية والاقتصادية التي تقطنه. على الرغم من الأضرار التي لحقت ببعض المناطق عُقبَ الثورة السورية، إلا أن العديد من المباني السكنية لا تزال قائمة وتستضيف السكان.

## التاريخ
في العقود التي سبقت الثورة السورية، شهد حي القابون تطورًا ملحوظًا في البنية التحتية والخدمات العامة. بُنيت العديد من المدارس والمرافق الخدمية الأخرى لتلبية احتياجات السكان المتزايدة. كما حُسنت شبكة الطرق والمواصلات في الحي، أصبح القابون موطنًا للعديد من العائلات القادمة من المحافظات الأخرى مثل إدلب وطرطوس وغيرها وأصبح مركزاً للأعمال التجارية والصناعية، مما جعله منطقة حيوية ونشطة في دمشق وجزءًا لا يتجزأ من الحياة اليومية للمدينة.

### الثورة السورية عام 2011
يُعتبر حي القابون من النقاط البارزة في بداية الثورة السورية في دمشق، حيث شهد شرارتها الأولى في شهر آذار/مارس 2011، إذ خرج أهالي الحي في مظاهرات سلمية تنديدًا بالنظام السوري وللمطالبة بالإصلاحات السياسية والاقتصادية. لعبت هذه المظاهرات دوراً هاماً في تنظيم النشاط الثوري داخل العاصمة، لاسيما في حي القابون، حيث كان الحي من بين أولى المناطق التي شهدت حراكًا سلميًا واسعًا.
- في 15 تموز 2011 أدى إطلاق النار الكثيف على المتظاهرين إلى مقتل 14 شخص وجرح المئات فيما يعرف بمجزرة «جمعة أسرى الحرية» التي ارتكبها النظام لعرقلة تحركات المعارضة السياسية في الحي حيث كان من المقرر عقد مؤتمر المعارضة السورية في صالة في حي القابون، لكن نتيجة المجزرة لم تتمكن المعارضة من الاجتماع في الداخل وفشلت المساعي السياسية لحل الأزمة بفعل جرائم النظام وأفعاله.
- في 18 تموز 2012 أدى القصف العنيف بالمروحيات والمدفعية على حي القابون واستهداف القناصة إلى مقتل 90 شخص فيما يعرف بمجزرة حي القابون التي كانت في ظل ما يسمى بـ«بركان دمشق وزلزال سوريا» بين الجيش السوري الحر والجيش السوري النظامي التي حاول الجيش الحر فيها السيطرة على أحياء دمشق وشن ضربة ضد النظام.
- في 27 آب 2012 في حادثة كانت الأولى من نوعها في دمشق أسقط الجيش السوري الحر طائرة مروحية للنظام فوق حي القابون كانت تشن ضربات عديدة ضد المدنيين في القابون والأحياء المجاورة، أرسلت قوات النظام السوري على آثرها قوة عسكرية إلى الحي لجمع حطام المروحية، دخلت القوات العسكرية للحي، جمعت الحطام وقتلت العديد من المدنين ذبحاً كنوع من الإنتقام.
- في 21 كانون الأول 2012 أدى تفجير سيارة مفخخة في الشارع الرئيسي في القابون إلى مقتل عشرة أشخاص وجرح آخرين إضافة إلى أضرار مادية كبيرة وسقوط أحد الأبنية.
- مع مطلع شهر أيلول 2012 تعرض حي القابون وأهاليه لحصار خانق من قبل قوات النظام، لم ينتهي ذلك الحصار حتى شهر آيار 2017 بموجب إتفاقية "التهجير القسري"، والتي أُخرج بموجبها أهالي ومقاتلين الحي بإتجاه الشمال السوري وسُلّم الحي للنظام. قدّم الحي عدد كبير من الشهداء، منهم مدنيون ومنهم مقاتلون في صفوف الجيش السوري الحر.[8]

#### الحصار
أَطبقت قوات النظام السوري حصاراً خانقاً على حي القابون مع بداية عام 2012 على غرار المناطق الثائرة ضد النظام، أسفر هذا الحصار المُرافق للقصف المستمر إلى مبادرات محلية لإنشاء مؤسسات تنوب عن المؤسسات الحكومية لإدارة شؤون الحي، ومنها:
| المؤسسة            | المرافق | التأسيس |
| ------------------ | --- | --- |
| مؤسسة الحياة       | ضمّت مؤسسة الحياة عدداً واسعاً من المرافق الخدمية بما في ذلك مستشفى الحياة (عام، اسعاف، جراحة، توليد)، ومدرسة الحياة للمرحلتين الإبتدائية والإعدادية، وأفران الحياة التي كانت تُقدم مخبوزاتها مجاناً لطلاب المدرسة والعاملين فيها، ومصانع خياطة وحياكة والتي كانت توفر اللباس المجاني للطلاب والكوادر العاملة في المؤسسة ككل. | أُسّست طبية الحياة على يد الطبيب نزار المدني، وكانت في البداية عبارة عن مركز طبي صغير لإسعاف المصابين جرّاء قصف النظام على الحي والاشتباكات الدائرة فيه، توّسع المركز تباعاً إلى أن أصبح أكبر مؤسسة خدمية في الحي خلال الحصار. |
| مركز الدفاع المدني | هو مركز تابع للدفاع المدني السوري أو ما يُعرف بالخوذ البيضاء، مهامه إسعاف الجرحى وإخلاء المصابين وإطفاء الحرائق وتقديم الخدمات العامة للحي. | أُنبثق مركز الدفاع المدني في حي القابون بعد تأسيس الخوذ البيضاء في عموم سوريا، وكان المركز يضم عدداً من المتطوعين بإدارة أسامة الزهوري (ابو حسن).                                                                           |
| المجلس المحلي      | هو بمثابة البلدية ويقدم خدمات عامة للحي بما في ذلك الإحصاء وتوزيع المساعدات. | أسس المجلس من قبل متطوعين ووجهاء الحي. |

نشئت فصائل عسكرية في الحي خلال الحصار على غرار المؤسسات المدنية أيضًا، مهمة تلك الفصائل هي صد محاولات الجيش السوري من إجتياح الحي، وهي:
| الفصيل           | التأسيس |
| ---------------- | --- |
| حركة أحرار الشام | في بداية العمل المسلح، تأسست كتيبة البدر التي توسعت فيما بعد وأصبحت لواء جيش المسلمين بقيادة أبو البشر اجنيد الذي توفي وتولى قيادة اللواء عنه براء جوعانة، استُشهد براء في إشتباك مسلح مع قوات النظام وخَلِفه في قيادة اللواء لؤي جوعانة (أبو راشد الحوت)، إنصهر اللواء بالكامل وأُعلن عن إندماجه مع حركة أحرار الشام في مطلع عام 2016.                                      |
| فيلق الرحمن      | بالتزامن مع وجود لواء جيش المسلمين، كان هناك تجمع مُسلح آخر في الحي تحت إسم اللواء الأول بقيادة أبو حمزة الطواشي (أبو حلا)، في عام 2013 خاض حي القابون معارك شرسة خلال حملة عسكرية شنها الجيش السوري للسيطرة على الحي، خلال تلك المعارك غادر أبو حمزة الحي بإتجاه الغوطة وقاد اللواء بعدها أبو مسلم، إندمج اللواء الأول فيما بعد مع فيلق الرحمن العامل في الغوطة الشرقية. |
| جيش الإسلام      | جيش الإسلام في القابون هو فصيل من أبناء الحي بقيادة خالد المدني (أبو رضا) وهو فرع مُنبثق عن جيش الإسلام الذي كان متواجد في الغوطة الشرقية وكان مقره الرئيسي في مدينة دوما بقيادة زهران علوش. |
| جبهة النصرة      | تفرّعت جبهة النصرة في مختلف المناطق المحررة بما في ذلك حي القابون، كان لها مجموعات عسكرية ومكاتب ونقاط عسكرية في الحي كما كانت النصرة تُشرف على واحد من الأنفاق الرئيسية المؤدية للغوطة الشرقية. |

خلال سنوات الحصار التي عاشها الحي توجهت أنظار الفصائل المُسلحة والمؤسسات المدنية فيه، لإبتكار حلول لكسر الحصار المفروض عليهم، نتيجةً لذلك بُذلت الجهود لحفر أنفاق بإتجاه الغوطة الشرقية وبعد سنوات من العمل أفتتحت عدة أنفاق بأطوال متفاوتة بين 4.5 لـ 6 كيلو متر، بينما كانت بعض الأنفاق مخصصة للمشاة والحالات المدنية، خُصصت أنفاق أخرى للمركبات والآليات والإمدادات العسكرية. بالإضافة إلى تلك الأنفاق، حُفرت أنفاق داخلية للحي تَسمح للأهالي والمقاتلين بالتنقل تحت الأرض في أرجاء الحي، وأُستخدمت الأنفاق والخنادق أيضاً في تدشيم نقاط التماس مع قوات النظام حينها.
ألتفت قوات النظام عن تلك الأنفاق والخنادق في المعارك الأخيرة، حيث أقدمت قوات النظام على إقتحام الحي من البساتين الواقعة بين حرستا وبرزة والقابون، لم تكن تلك المناطق مُحصّنه لأنها كانت تربط أحياء محررة ولكن مع مصالحة حي برزة للنظام إستطاعت قوات النظام من استغلال تلك الثغرة لصالحها وإجتياح القابون منها، مع إحتدام المعارك في الحي ضد النظام مطلع عام 2017، نَشب إقتتال داخلي في الغوطة الشرقية بين جيش الإسلام من طرف وجبهة النصرة وفيلق الرحمن من طرف آخر، نتيجةً لذلك، إنسحب أغلب المقاتلين التابعين لتلك الفصائل من حي القابون بإتجاه الغوطة الشرقية مما سرّع حالة إنهيار القابون عسكرياً.

#### التهجير القسري

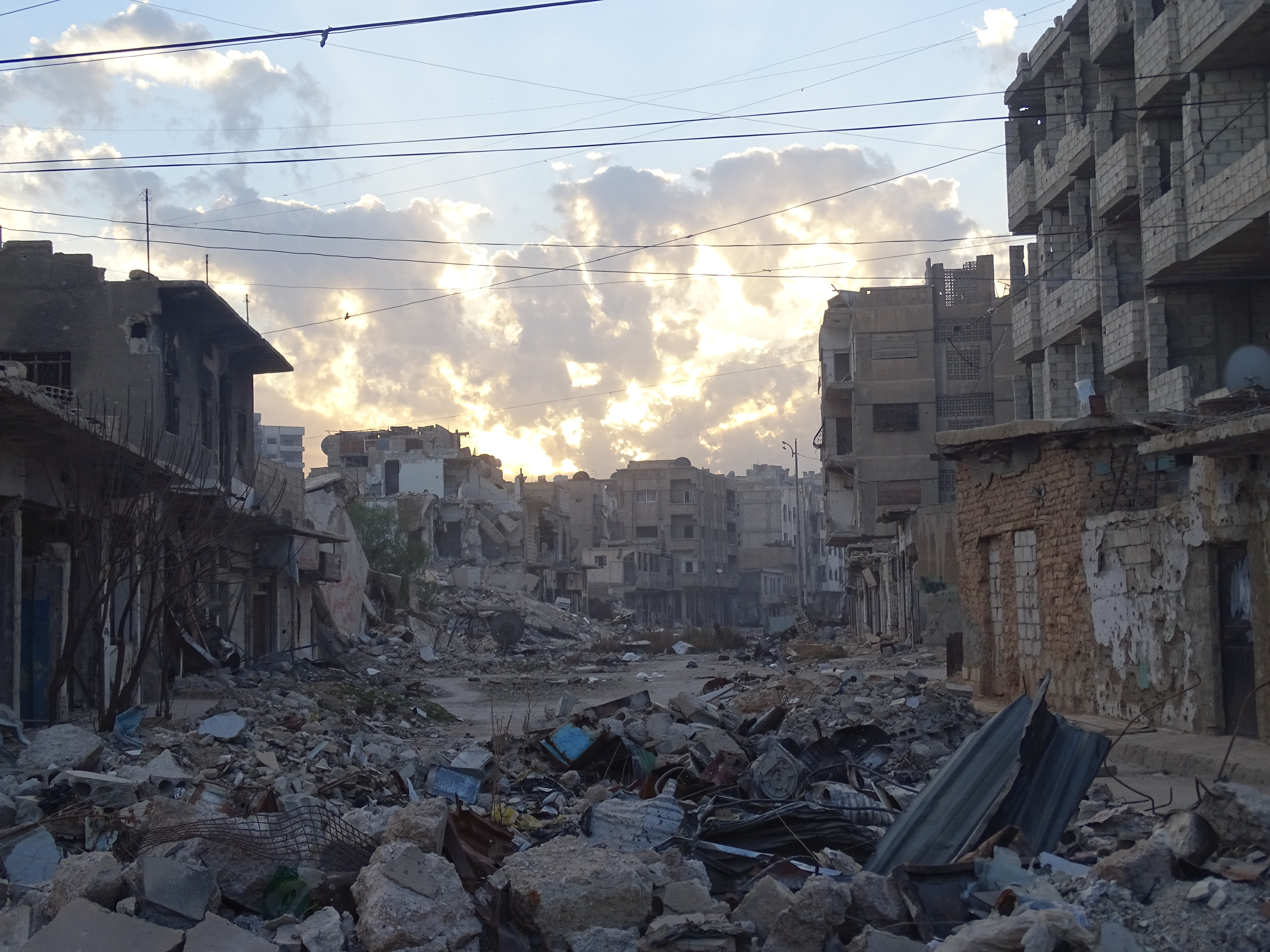
شارع النهر (حي القابون)

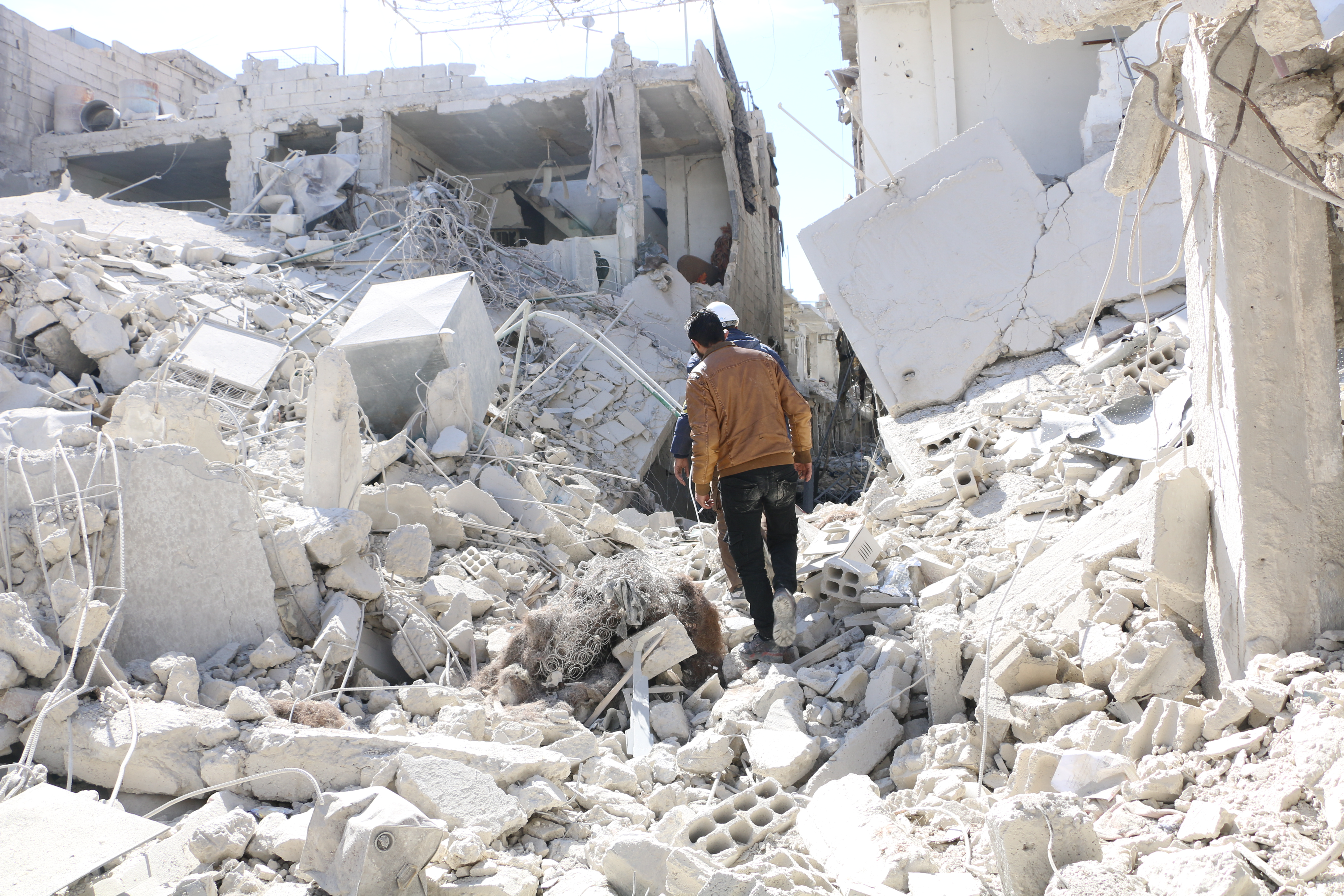
الدمار الذي خلفه قصف النظام على حي القابون (2017)

بعد حصار خانق دام لعدة سنوات، وقصف مستمر تعرض له الحي، أقدمت قوات النظام مدعومة من روسيا وإيران على حملة عسكرية عنيفة تهدف للسيطرة على المناطق التي تسيطر عليها قوات الجيش السوري الحر والفصائل العسكرية الأخرى. إعتمدت قوات النظام وحلفائها على خطط عسكرية مدروسة، حيث كانت تحاصر كل منطقة أو حي خارج سيطرتها بشكل منفرد، ثم تقدم قوات النظام على قصف المنطقة المستهدفة بشكل عنيف جدا ومستمر لأسابيع وأشهر بالتزامن مع محاولات تقدم برية لتلك القوات على جميع محاور المنطقة، بعد فترة من هذا الحال تكون قوات الجيش السوري الحر والفصائل الأخرى والمدنين المحاصرين قد أُنهكوا من شدة القصف والحصار الذي يمنع عنهم أدنى مقومات الحياة، بعد ذلك تقوم بعثة روسية بالتفاوض من كبار شخصيات المنطقة وتعرض عليهم خيارين، الأول هو مصالحة النظام السوري وإجراء "تسوية"، يُسحب بموجبها شباب الحي للقتال في صفوف الجيش السوري ويُفك الحصار عن الأهالي في الحي، أو الخيار الثاني وهو إفراغ الحي بالكامل وتسليمه لقوات النظام، على أن تقوم القوات الروسية بتأمين إنتقال أهالي ومقاتلين المنطقة إلى الشمال السوري بإشراف لجان من الهلال الأحمر ومنظمات حقوقية دولية.
كان لحي القابون نصيب من ذلك المخطط، وتعرض لقصف ممنهج أدى لتدمير أكثر من ثلثين الحي بالإضافة إلى حي تشرين المجاور الذي دُمر بشكل شبه كامل جرّاء القصف، أُرضخ الأهالي والمقاتلين على قبول التهجير القسري مع استحالة مصالحة النظام، وبذلك أُفرغ الحي من أهله في 14/05/2017، بالإضافة إلى حي تشرين الذي خرج أهله قبل أيام من حي القابون، أما حي برزة المجاور لم يخض تلك التجربة وذلك لأن الفصيل العسكري الذي كان يسيطر على برزة (اللواء الأول) أبرم إتفاقية صلح مع النظام في منتصف عام 2013 لكن اللواء الأول لم يعلن ذلك ليبقى متخفيا في صفوف الجيش السوري الحر حتى الحملة العسكرية الأخير في مطلع 2017، حين كُشف بعد منعه لفصائل المعارضة من إطلاق حملة مضادة إنطلاقاً من حي برزة والسماح لقوات النظام من إتخاذ الطرقات والأراضي التي يطل عليها كنقطة بداية للهجوم على أحياء القابون وتشرين، مع ذلك، عارض بعض أبناء حي برزة تلك التصرفات من اللواء الأول وأعتبروها خيانة للثورة السورية والثوار وأُخرج المعارضين لتلك التصرفات إلى الشمال السوري ضمن حملة التهجير القسري.
من المناطق والأحياء التي تعرضت للتهجير القسري:
| المحافظة | المنطقة، الحي               | تاريخ التهجير |
| -------- | --------------------------- | ------------- |
| دمشق     | حي القابون                  | 14/05/2017    |
| دمشق     | حي جوبر (مع الغوطة الشرقية) | 11/3/2018     |
| ريف دمشق | الغوطة الشرقية              | 11/3/2018     |
| ريف دمشق | داريا                       | 27/08/2016    |
| ريف دمشق | وادي بردى                   | 30/01/2017    |

## المرافق والخدمات العامة

### التعليم
حي القابون يضم مجموعة من المؤسسات التعليمية التي تخدم السكان. قبل الثورة السورية، كانت هناك عدة مدارس ابتدائية وإعدادية وثانوية، بالإضافة إلى مراكز تعليمية خاصة ومعاهد تدريب مهني. بُنيت هذه المدارس على مدار العقود لتلبية احتياجات السكان المتزايدين وضمان توفير التعليم الأساسي لجميع الأطفال في الحي. أثناء وبعد الثورة السورية، تأثرت المؤسسات التعليمية بشكل كبير بسبب النزاع المسلح. العديد من المدارس تعرضت للدمار أو الأضرار الجسيمة، مما أدى إلى تعطيل العملية التعليمية لفترات طويلة.

### الصحة
كان حي القابون يحتوي على مجموعة من المرافق الصحية قبل اندلاع الثورة السورية، بما في ذلك مراكز صحية وعيادات خاصة. كانت هذه المؤسسات تقدم خدمات صحية أساسية للسكان، بما في ذلك الرعاية الطبية العامة والتخصصية. كما كانت هناك صيدليات منتشرة في الحي لتلبية احتياجات السكان من الأدوية والمستلزمات الطبية.
مع تصاعد النزاع، تعرضت المرافق الصحية في القابون لأضرار كبيرة. العديد من المراكز الصحية توقفت عن العمل أو دُمرت بالكامل. تأثر النظام الصحي بشكل كبير، مما أدى إلى نقص حاد في الخدمات الطبية والعلاجية للسكان المحليين. في أغلب الحالات، كانت تُحول المباني السكنية إلى مراكز طبية مؤقتة لتقديم الرعاية الصحية الأساسية في ظل الحصار الذي فُرض على الحي.

## السكان والمجتمع

### الديموغرافيا
قبل الثورة السورية، كان حي القابون يضم عددًا كبيرًا من السكان يتنوعون في خلفياتهم الاجتماعية والاقتصادية. كان الحي يعتبر موطنًا لعائلات دمشقية قديمة إلى جانب عائلات انتقلت إليه من مناطق أخرى بحثًا عن فرص العمل والسكن. توزع السكان بين الطبقات المتوسطة والعمالية، مع وجود بعض العائلات من الطبقة العليا التي استقرت في الحي نظرًا لموقعه المتميز وقربه من مركز المدينة.

### التطور الديموغرافي
شهد حي القابون نموًا ديموغرافيًا ملحوظًا على مدار العقود الماضية، حيث ازدادت الكثافة السكانية بشكل تدريجي نتيجة للتوسع العمراني والهجرة الداخلية من الريف إلى المدينة. قبل الثورة، كانت المنطقة تشهد بناء مستمرًا للمباني السكنية والتجارية لاستيعاب النمو السكاني المتزايد. لكن مع اندلاع الثورة السورية، تعرض الحي لأزمة سكانية كبيرة بسبب النزاع المسلح. تسببت المعارك والدمار في تهجير العديد من السكان إلى مناطق أكثر أمانًا داخل سوريا أو إلى دول مجاورة، مما أدى إلى انخفاض حاد في عدد السكان.
كان هرم الأعمار في حي القابون قبل الثورة يظهر توزيعًا متوازنًا بين الفئات العمرية المختلفة. كان هناك نسبة كبيرة من الشباب والأطفال نتيجة للزيادة الطبيعية في السكان والهجرة الداخلية. ومع ذلك، تأثر توزيع الأعمار بشدة بعد اندلاع الثورة، حيث اضطر العديد من الشباب والأسر إلى النزوح بسبب الأوضاع الأمنية المتدهورة. حاليًا، يظهر هرم الأعمار تغييرات واضحة مع انخفاض نسبة الشباب وزيادة نسبة كبار السن الذين فضلوا البقاء في الحي أو لم يتمكنوا من النزوح.

### الديانات
كان حي القابون يضم تنوعًا دينيًا يعكس التركيبة السكانية المتنوعة لدمشق بشكل عام. كان معظم سكان الحي من المسلمين السنة، مع وجود أقليات من المسلمين الشيعة والمسيحيين. تعايشت هذه المجموعات الدينية بسلام على مر العصو. رغم التوترات التي سادت خلال الثورة، إلا أن العلاقات بين هذه المجموعات ظلت متماسكة في كثير من الأحيان، حيث واجهت جميعها نفس التحديات والمصاعب.

## اقتصاد

### الوظائف
قبل الثورة السورية، كان حي القابون يتمتع بنشاط اقتصادي متنوع يوفر مجموعة واسعة من الوظائف للسكان المحليين. شملت هذه الوظائف قطاعات مختلفة مثل التجارة، والصناعة، والخدمات، والحرف اليدوية. كان العديد من السكان يعملون في المتاجر والمطاعم والمقاهي المنتشرة في الحي، بالإضافة إلى الوظائف الحكومية والخاصة في المؤسسات التعليمية والصحية. خلال الثورة السورية، تأثرت الوظائف في القابون بشكل كبير نتيجة للدمار الواسع والنزوح السكاني. فقد العديد من السكان وظائفهم بسبب إغلاق الأعمال التجارية وتدمير البنية التحتية.

### الأعمال والشركات
كان حي القابون يضم عددًا كبيرًا من الأعمال والشركات الصغيرة والمتوسطة التي شكلت العمود الفقري للاقتصاد المحلي. تضمنت هذه الأعمال متاجر التجزئة، والمطاعم، والمقاهي، والحرف اليدوية، بالإضافة إلى ورش التصليح والخدمات. كما كان هناك بعض المصانع الصغيرة التي تساهم في النشاط الصناعي للحي.
خلال فترة النزاع، تعرضت العديد من هذه الأعمال والشركات للضرر أو التدمير الكامل. أدى النزوح السكاني والانقطاع المتكرر للكهرباء والمياه إلى صعوبات كبيرة في استمرار الأعمال التجارية. بعض الشركات نقلت عملياتها إلى مناطق أكثر أمانًا، في حين أغلقت شركات أخرى أبوابها بشكل نهائي.

## الثقافة والتراث

### المعالم التاريخية والمباني

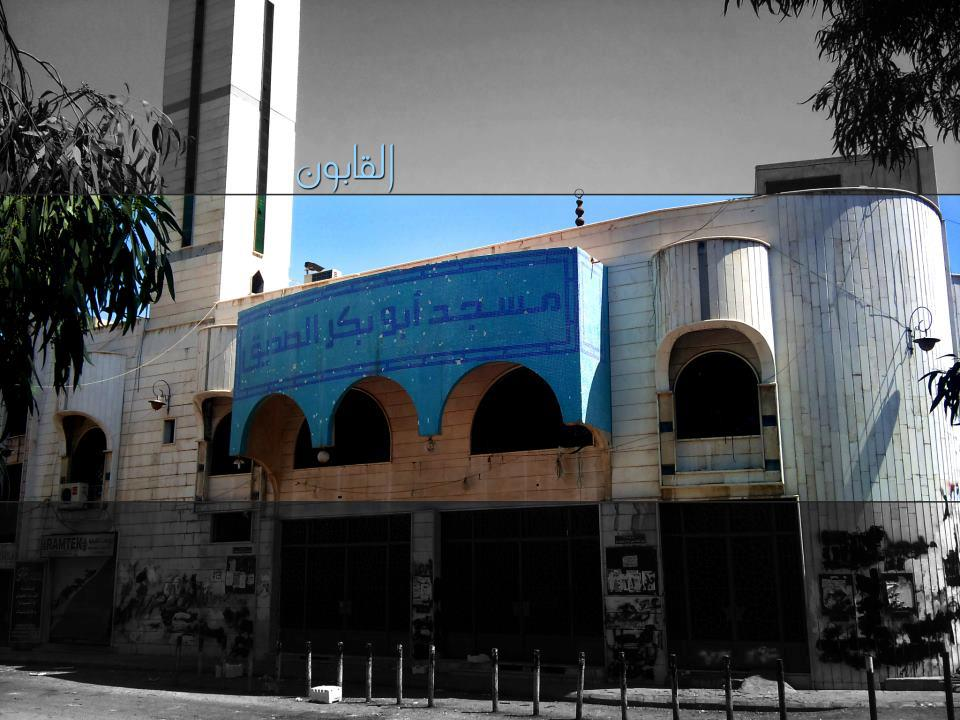
مسجد أبو بكر الصديق المعروف بالجامع الكبير في حي القابون.

حي القابون يزخر بالعديد من المعالم التاريخية والمباني التي تعكس تاريخه العريق. قبل الثورة، كان الحي يضم عددًا من البيوت القديمة التي تعود إلى العصور العثمانية، بالإضافة إلى المساجد والمباني العامة التي كانت تشكل جزءًا من نسيج الحي الثقافي. من أبرز المعالم في الحي مسجد القابون الكبير الذي يعد مركزًا دينيًا وثقافيًا مهمًا للسكان المحليين. هذه المعالم تعكس الطابع التقليدي للحي وتاريخه الغني.

### الساحات والشوارع
تميزت الساحات والشوارع في حي القابون بنمطها التقليدي الذي يعكس الطابع العمراني لدمشق القديمة. كانت الساحات العامة مكانًا لتجمع السكان وإقامة الفعاليات الاجتماعية والثقافية. الشوارع الضيقة والمتعرجة التي تميز الحي كانت تعج بالحياة والنشاط، حيث تنتشر المحلات التجارية والمقاهي التي كانت تشكل جزءًا أساسيًا من الحياة اليومية للسكان. بعد الثورة، تعرضت العديد من هذه الساحات والشوارع للتدمير.
يعكس التراث الأثري تحت الأرض في حي القابون تاريخه العريق كجزء من منطقة الغوطة المحيطة بدمشق. كانت هناك اكتشافات أثرية تشير إلى وجود حضارات قديمة في المنطقة، مع بقايا معمارية وأدوات زراعية تعود للعصور القديمة. الأبحاث الأثرية تشير إلى أن القابون كان جزءًا من شبكة زراعية وتجارية قديمة، مما يبرز دوره التاريخي في تطور دمشق والمنطقة المحيطة بها.

### المتنزهات والحدائق
كان حي القابون يضم عددًا من المتنزهات والحدائق التي كانت توفر مساحات خضراء للسكان للترفيه والاستجمام. كانت هذه المساحات تشكل متنفسًا طبيعيًا للسكان في وسط المدينة المزدحمة، حيث يمكنهم الاستمتاع بالطبيعة وممارسة الأنشطة الرياضية والاجتماعية. من بين هذه المتنزهات حديقة القابون الرئيسية التي كانت تشهد زيارات يومية من العائلات والأطفال.